# Kållandsö GoIF
Kållandsö GoIF (Kållandsö Gymnastik och Idrotts Förening) är en fotbollsklubb från Kållandsö i Västergötland. Klubben bildades år 1934 och dess hemmaplan är Hagavallen på Kållandsö. 1968 vann herrlaget division 4 och avancerade till Division 3 Nordvästra Götaland 1969.
Laget spelar år 2017 i division 6 Lidköping.